# Sporting Fingal F.C.
O Sporting Fingal Football Club foi um clube profissional da República da Irlanda. O Sporting Fingal surgiu no ano de 2007 e teve uma ascensão meteorica, tendo vencido a Taça da Irlanda em 2009. Em 2010 participou na segunda pré-eliminatória da Liga Europa, tendo sido derrotado por 3-2 em ambos os jogos frente ao Club Sport Marítimo.